# Olympische Winterspiele 2002/Teilnehmer (Kanada)
| Gelbes Symbol für Goldmedaillen mit stilisierten Olympischen Ringen | Graues Symbol für Silbermedaillen mit stilisierten Olympischen Ringen | Braundes Symbol für Bronzemedaillen mit stilisierten Olympischen Ringen |
| ------------------------------------------------------------------- | --------------------------------------------------------------------- | ----------------------------------------------------------------------- |
| 7                                                                   | 3                                                                     | 7                                                                       |

Kanada nahm an den Olympischen Winterspielen 2002 im US-amerikanischen Salt Lake City mit einer Delegation von 151 Athleten in 13 Disziplinen teil, davon 86 Männer und 65 Frauen. Mit sieben Gold-, drei Silber- und sieben Bronzemedaillen war Kanada die vierterfolgreichste Nation bei den Spielen.
Fahnenträgerin bei der Eröffnungsfeier war die Eisschnellläuferin Catriona LeMay Doan.

## Teilnehmer nach Sportarten

### Biathlon
Männer
- Robin Clegg
10 km Sprint: 43. Platz (27:28,3 min)
12,5 km Verfolgung: 42. Platz (37:04,6 min)
20 km Einzel: 28. Platz (53:17,5 min)

### Bob
Männer, Zweier
- Pierre Lueders, Giulio Zardo (CAN-1)
5. Platz (3:10,73 min)

- Yannik Morin, John Sokolowski (CAN-2)
24. Platz (3:14,16 min)

Männer, Vierer
- Pierre Lueders, Ken Leblanc, Giulio Zardo, Pascal Caron (CAN-1)
9. Platz (3:09,17 min)

Frauen
- Christina Smith, Paula McKenzie (CAN-1)
9. Platz (1:39,35 min)

### Curling
Männer
- Kevin Martin (Skip), Don Walchuk, Carter Rycroft, Don Bartlett, Ken Tralnberg
Silber

Frauen
- Kelley Law (Skip), Julie Skinner, Georgina Wheatcroft, Diane Nelson, Cheryl Noble
Bronze

### Eishockey
Männer
| - Martin Brodeur - Curtis Joseph - Ed Belfour - Rob Blake - Ed Jovanovski - Eric Brewer - Scott Niedermayer - Adam Foote - Chris Pronger - Al MacInnis - Joe Sakic - Mario Lemieux | - Steve Yzerman - Jarome Iginla - Paul Kariya - Simon Gagné - Owen Nolan - Joe Nieuwendyk - Michael Peca - Theoren Fleury - Eric Lindros - Brendan Shanahan - Ryan Smyth |

- Gold

Frauen
| - Colleen Sostorics - Lori Dupuis - Isabelle Chartrand - Cassie Campbell - Thérèse Brisson - Jennifer Botterill - Kelly Béchard - Sami Jo Small - Tammy Shewchuk - Cheryl Pounder | - Cherie Piper - Caroline Ouellette - Becky Kellar - Jayna Hefford - Geraldine Heaney - Danielle Goyette - Dana Antal - Hayley Wickenheiser - Vicky Sunohara - Kim Saint-Pierre |

- Gold

### Eiskunstlauf
Männer
- Elvis Stojko
8. Platz (11,5)

Frauen
- Jennifer Robinson
7. Platz (11,0)

Paare
- Anabelle Langlois & Patrice Archetto
12. Platz (18,0)

- Jacinthe Larivière & Lenny Faustino
10. Platz (16,5)

- Jamie Salé & David Pelletier
Gold  (nachträglich zuerkannt)

Eistanz
- Marie-France Dubreuil & Patrice Lauzon
12. Platz (23,8)

- Shae-Lynn Bourne & Victor Kraatz
4. Platz (8,0)

### Eisschnelllauf
Männer
- Pat Bouchard
500 m: 20. Platz (70,88 s)
1000 m: 20. Platz (1:09,21 min)

- Éric Brisson
500 m: 24. Platz (71,54 s)

- Steven Elm
1500 m: 18. Platz (1:46,99 min)
5000 m: 23. Platz (6:34,76 min)

- Mike Ireland
500 m: 7. Platz (69,60 s)
1000 m: 14. Platz (1:08,88 min)

- Mark Knoll
5000 m: 18. Platz (6:30,63 min)

- Philippe Marois
1500 m: 28. Platz (1:48,13 min)

- Kevin Marshall
1000 m: 20. Platz (1:09,26 min)
1500 m: 17. Platz (1:46,75 min)

- Dustin Molicki
1500 m: 12. Platz (1:46,00 min)
5000 m: 11. Platz (6:26,29 min)
10.000 m: 16. Platz (13:54,49 min)

- Jeremy Wotherspoon
500 m: Rennen nicht beendet
1000 m: 13. Platz (1:08,82 min)

Frauen
- Susan Auch
500 m: 21. Platz (77,60 s)
1000 m: 27. Platz (1:17,89 min)

- Kristina Groves
1500 m: 20. Platz (1:59,54 min)
3000 m: 8. Platz (4:06,44 min)
5000 m: 10. Platz (7:07,16 min)

- Clara Hughes
3000 m: 10. Platz (4:06,57 min)
5000 m: Bronze  (6:53,53 min)

- Cindy Klassen
1000 m: 13. Platz (1:15,08 min)
1500 m: 4. Platz (1:55,59 min)
3000 m: Bronze  (3:58,97 min)
5000 m: 4. Platz (6:55,89 min)

- Catriona LeMay Doan
500 m: Gold  (74,75 s)
1000 m: 9. Platz (1:14,72 min)

- Cindy Overland
1500 m: 25. Platz (2:00,02 min)

### Freestyle-Skiing
Männer
- Jeff Bean
Springen: 4. Platz (250,97)

- Scott Bellavance
Buckelpiste: 6. Platz (26,55)

- Jean-Luc Brassard
Buckelpiste: 21. Platz (in der Qualifikation ausgeschieden)

- Andy Capicik
Springen: 8. Platz (243,78)

- Nicolas Fontaine
Springen: 16. Platz (in der Qualifikation ausgeschieden)

- Ryan Johnson
Buckelpiste: 7. Platz (26,55)

- Steve Omischl
Springen: 11. Platz (222,04)

- Stéphane Rochon
Buckelpiste: 15. Platz (19,80)

Frauen
- Veronika Bauer
Springen: 10. Platz (153,88)

- Tami Bradley
Buckelpiste: 14. Platz (18,46)

- Veronica Brenner
Springen: Silber  (190,02)

- Deidra Dionne
Springen: Bronze  (189,26)

- Jennifer Heil
Buckelpiste: 4. Platz (24,84)

- Kelly Ringstad
Buckelpiste: 13. Platz (22,86)

### Rennrodeln
Männer, Einsitzer
- Kyle Connelly
11. Platz (2:59,723 min)

- Chris Moffat
14. Platz (3:00,000 min)

- Tyler Seitz
19. Platz (3:00,221 min)

Männer, Doppelsitzer
- Grant Albrecht & Mike Moffat
12. Platz (1:27,366 min)

- Chris Moffat & Eric Pothier
5. Platz (1:26,501 min)

Frauen
- Regan Lauscher
12. Platz (2:55,118 min)

### Shorttrack
Männer
- Éric Bédard
5000-m-Staffel: Gold  (6:51,579 min)

- Marc Gagnon
500 m: Gold  (41,802 s)
1000 m: 16. Platz (im Viertelfinale disqualifiziert)
1500 m: Bronze  (2:18,806 min)
5000-m-Staffel: Gold  (6:51,579 min)

- Jonathan Guilmette
500 m: Silber  (41,994 s)
1500 m: im Vorlauf disqualifiziert
5000-m-Staffel: Gold  (6:51,579 min)

- François-Louis Tremblay
5000-m-Staffel: Gold  (6:51,579 min)

- Mathieu Turcotte
1000 m: Bronze  (1:30,563 min)
5000-m-Staffel: Gold  (6:51,579 min)

Frauen
- Isabelle Charest
500 m: 4. Platz (44,662 s)
3000-m-Staffel: Bronze  (4:15,738 min)

- Marie-Ève Drolet
1000 m: 4. Platz (1:37,563 min)
1500 m: 6. Platz (2:31,203 min)
3000-m-Staffel: Bronze  (4:15,738 min)

- Amélie Goulet-Nadon
3000-m-Staffel: Bronze  (4:15,738 min)

- Alanna Kraus
500 m: 6. Platz (44,930 s)
1000 m: 8. Platz (1:35,642 min)
1500 m: 5. Platz (3:05,002 min)
3000-m-Staffel: Bronze  (4:15,738 min)

- Tania Vicent
3000-m-Staffel: Bronze  (4:15,738 min)

### Ski Alpin
Männer
- Dave Anderson
Abfahrt: 38. Platz (1:43,20 min)

- Thomas Grandi
Super-G: Rennen nicht beendet
Riesenslalom: 12. Platz (2:25,24 min)
Slalom: 16. Platz (1:46,23 min)

- Darin McBeath
Abfahrt: 32. Platz (1:42,15 min)
Super-G: Rennen nicht beendet
Kombination: 17. Platz (3:29,57 min)

- Ed Podivinsky
Abfahrt: 24. Platz (1:41,69 min)
Super-G: Rennen nicht beendet
Kombination: Slalomrennen nicht beendet

- Jean-Philippe Roy
Riesenslalom: Rennen nicht beendet
Slalom: Rennen nicht beendet
Kombination: 8. Platz (3:22,68 min)

Frauen
- Sara-Maude Boucher
Abfahrt: Rennen nicht beendet
Super-G: Rennen nicht beendet
Kombination: 10. Platz (2:49,37 min)

- Emily Brydon
Riesenslalom: 38. Platz (2:40,62 min)
Slalom: 27. Platz (1:58,19 min)

- Allison Forsyth
Riesenslalom: 7. Platz (2:32,78 min)
Slalom: Rennen nicht beendet

- Anne-Marie LeFrançois
Abfahrt: Rennen nicht beendet
Super-G: Rennen nicht beendet

- Geneviève Simard
Super-G: 18. Platz (1:15,62 min)
Kombination: 7. Platz (2:48,14 min)

- Mélanie Turgeon
Abfahrt: 8. Platz (1:40,71 min)
Super-G: 20. Platz (1:15,76 min)

### Skilanglauf
Männer
- Donald Farley
1,5 km Sprint: 45. Platz (3:03,02 min)
15 km klassisch: 46. Platz (41:26,6 min)
30 km Freistil: 47. Platz (1:17:43,6 h)
50 km klassisch: 40. Platz (2:21:26,5 h)

Frauen
- Amanda Fortier
10 km Verfolgung: 51. Platz (14:30,5 min)
15 km Freistil: 35. Platz (43:38,7 min)
30 km klassisch: 28. Platz (1:11:21,0 h)
4 × 5 km Staffel: 8. Platz (50:49,6 min)

- Jaime Fortier
1,5 km Sprint: 30. Platz (3:23,98 min)
10 km klassisch: 47. Platz (31:42,1 min)
15 km Freistil: 38. Platz (43:54,0 min)
30 km klassisch: 34. Platz (1:44:26,2 h)

- Sara Renner
1,5 km Sprint: 9. Platz (3:20,0 min)
10 km klassisch: 15. Platz (29:46,7 min)
10 km Verfolgung: 19. Platz (26:10,3 min)
4 × 5 km Staffel: 8. Platz (50:49,6 min)

- Beckie Scott
1,5 km Sprint: 5. Platz (3:24,9 min)
10 km klassisch: 6. Platz (28:49,2 min)
10 km Verfolgung: Gold  (25:09,9 min)
4 × 5 km Staffel: 8. Platz (50:49,6 min)

- Milaine Thériault
1,5 km Sprint: 31. Platz (3:24,41 min)
10 km klassisch: 25. Platz (30:12,6 min)
10 km Verfolgung: 35. Platz (26:29,1 min)
30 km klassisch: 31. Platz (1:42:56,9 h)
4 × 5 km Staffel: 8. Platz (50:49,6 min)

### Skeleton
Männer
- Duff Gibson
10. Platz (1:43,16 min)

- Jeff Pain
6. Platz (1:42,92 min)

- Pascal Richard
15. Platz (1:43,84 min)

Frauen
- Lindsay Alcock
6. Platz (1:45,69 min)

- Michelle Kelly
10. Platz (1:47,32 min)

### Snowboard
Männer
- Jasey-Jay Anderson
Parallel-Riesenslalom: 29. Platz

- Trevor Andrew
Halfpipe: 9. Platz (38,6)

- Brett Carpentier
Halfpipe: 22. Platz (nicht für das Finale qualifiziert)

- Mark Fawcett
Parallel-Riesenslalom: 17. Platz

- Mike Michalchuk
Halfpipe: 27. Platz (nicht für das Finale qualifiziert)

- Daniel Migneault
Halfpipe: 26. Platz (nicht für das Finale qualifiziert)

- Jerome Sylvestre
Parallel-Riesenslalom: 12. Platz

- Ryan Wedding
Parallel-Riesenslalom: 24. Platz

Frauen
- Natasza Zurek
Halfpipe: 15. Platz (nicht für das Finale qualifiziert)